# Eugène Lapointe
Œuvres principales
- Livre Le Travail du Dimanche dans notre industrie (30 août 1922)

Pour les articles homonymes, voir Lapointe.
Eugène Lapointe (né le 21 avril 1860) est un prêtre catholique québécois (décédé le 27 mars 1947) qui est reconnu comme étant un pionnier du syndicalisme catholique dans la province de Québec.

## Biographie

### Famille
Eugène Lapointe a innové et a milité dans plusieurs domaines, mais il est surtout reconnu comme étant le pionnier du syndicalisme catholique dans la province de Québec. Il est né à Saint-Étienne de La Malbaie, dans la région de Charlevoix, le 21 avril 1860. Son nom de baptême est François Onésime Eugène Lapointe. Il est le fils aîné du cultivateur François-Xavier Audet-Lapointe et de madame Léocadie Guérin. 
La famille Audet-Lapointe est établie au Québec depuis près de 350 ans. Elle est originaire de l’Ile d’Orléans. Le premier descendant de la lignée des Audet et des Lapointe serait Nicolas Audet dit de La pointe en raison du lieu géographique de l’Ile où il demeurait. Avec les années, la famille s’est divisée en Audet, Audet-Lapointe et en Lapointe.
Eugène Lapointe avait cinq frères et sœurs, dont Victoria, les jumelles Marie-Anne et Marie, François et Aimé. Les parents d'Eugène Lapointe ont eu très peu d’enfants pour l’époque et la plupart sont morts en bas âge. Par contre, il a entretenu une correspondance régulière tout au long de sa vie avec plusieurs membres de sa famille proches et éloignés. En raison de son statut d’aîné et de sa profession, il s’est occupé de la gestion des biens familiaux sur plusieurs générations. 

### Études, nominations et voyages
Durant son enfance et ce, jusqu’en 1874, il amorce sa scolarité à l’école du rang non loin de la résidence familiale. À l’âge de 14 ans, il entreprend des études classiques au Petit Séminaire de Québec (1874-1882) où il se lie d’amitié à Paul-Eugène Roy, le futur évêque de Québec. Pendant ces années, il se révèle un élève studieux et sérieux. Cela lui permet de devenir secrétaire, et par la suite président, de l’Académie Saint-Denys. À sa sortie du Petit Séminaire de Québec, il songe à faire des études en Droit ou en Lettres à Paris avec son ami Paul-Eugène Roy. Mais en raison de son lieu de naissance, Eugène Lapointe appartient au Diocèse de Chicoutimi, nouvellement fondé en 1873. Ayant besoin de personnels et de jeunes étudiants dynamiques, Dominique Racine, le 1er évêque de Chicoutimi, le réclame dans son séminaire. Il mit ses rêves de jeunesse de côté et poursuit ses études en théologie au Grand Séminaire de Chicoutimi de 1882 à 1886. Il effectue son premier grand voyage culturel sur la Côte-Nord au cours de ses vacances en 1883. Comme la coutume l’exige à l’époque, le jeune séminariste en théologie enseigne plusieurs matières dont les mathématiques et la philosophie jusqu’à la fin de sa scolarité. Le 1er août 1886, il a été ordonné prêtre à l’église de Baie-Saint-Paul par Dominique Racine. En octobre 1891, Eugène Lapointe quitte le Saguenay pour un voyage d’études philosophiques à Rome au Collège Romain. Il était le troisième prêtre envoyé par le Séminaire pour y parfaire des études. Il y obtient avec succès, un doctorat en philosophie au mois de décembre 1893. Au cours de ces deux années, Eugène Lapointe se lie d’amitié avec entre autres l’abbé Élie-Joseph-Arthur Auclair où ils ont voyagé ensemble en Bretagne, en France et en Suisse au cours de leurs vacances en 1892. À la fin de l’année 1893, après ses études, Eugène Lapointe est atteint de la malaria. Il revient d’Europe plus rapidement que prévu et s’installe quelques semaines dans sa famille à La Malbaie pour se relever de sa maladie. Par la suite, il part à Notre-Dame-de-Lourdes de Schylerville au Diocèse d’Albany, dans l’état de New York, pour y travailler comme aumônier dans une petite congrégation canadienne. Il revient au Séminaire de Chicoutimi comme directeur des élèves et professeur en août 1894. À travers les nombreuses charges de travail qu’il y occupe, il réalisa plusieurs périples un peu partout tant en Europe qu’aux États-Unis. Au cours de l’année 1900, il voyage jusqu’à La Havane et aux Antilles. En 1908, il part pour le Vieux Continent accompagné de l’abbé Jean-Baptiste Martel et de monsieur et madame J-E Cloutier ainsi qu’en 1911 pour enquêter sur les différentes organisations ouvrières en France, en Belgique et en Allemagne à la suite des difficultés rencontrées avec la Fédération ouvrière de Chicoutimi. (F.O.C.). En 1919, il repart pour l’Europe accompagné cette fois-ci, de son ami Julien-Édouard-Alfred Dubuc. Et vers la fin de 1928, il y retourne accompagner de ce dernier et de ses deux filles, Marie et Ester Dubuc, pour visiter l’Angleterre, la France et l’Italie. Ce fut son dernier grand voyage à l’âge de 68 ans. Ces séjours à l’étranger l’ont inspiré et l’ont influencé dans tous ses engagements sociaux. Et puis, pour reconnaître son implication sociale, il reçoit un Doctorat honorifique en Sciences sociales, économiques et politiques par l’Université de Montréal en septembre 1943 à l’occasion du 40e anniversaire de la fondation des syndicats catholiques.

### Profession

#### Au Séminaire de Chicoutimi
Eugène Lapointe a participé activement à la vie du Séminaire de Chicoutimi au cours de ses 86 années de vie. Il a occupé plusieurs fois la plupart des principales charges du Séminaire. Il a été membre du Conseil d’administration appelé à l’époque le Conseil de la maison (1888-1945), préfet des études (1887-1891, 1896-1900), directeur (1887-1891, 1894-1900, 1909-1910), confesseur et directeur de conscience chez les élèves pendant 2 ans. Il a aussi exercé différentes professions comme bibliothécaire (1905-1909), annaliste et metteur en scène du théâtre collégial. Il a été nommé procureur (1901-1905, 1915-1919) vice-supérieur à plusieurs reprises (1895-1896, 1901-1905, 1911-1914, 1923-1926, 1929-1939) ainsi que Supérieur (1905-1911, 1914-1923, 1926-1929). Il a pratiqué le métier de professeur presque toute sa vie sacerdotale. Il a donné des cours de mathématiques, de théologie, de déclamation et de lecture, de philosophie, de sociologie et d’action sociale catholique. De plus, il a enseigné la théologie pastorale pendant 24 ans au Grand Séminaire de Chicoutimi. C’est au cours de son séjour d’études en Europe qu’il a pris connaissance de la méthode pédagogique de Jean Bosco (Don Bosco), un prêtre italien qui a voué sa vie à l’enseignement des jeunes en difficultés. Pour lui, l’enseignement était une affaire du cœur et il était essentiel que le maître soit en bonne relation avec ses élèves. C’est dans cette approche humaniste qu'Eugène Lapointe s’est efforcé d’améliorer le milieu éducationnel du Séminaire de Chicoutimi. Il prônait un enseignement qui respecte la personnalité de l’enfant, qui le prépare aux responsabilités de la vie et qui ne lui inflige pas la crainte et les punitions. Eugène Lapointe aimait souligner et encourager les performances des élèves. C’est ce qui l’a amené à être directeur de l'Académie Saint-François-de-Sales (1886-1889, 1896-1900) et directeur de la Société Saint-Dominique (1889-1891, 1905-1908), deux organismes qui récompensaient les élèves à bien écrire et à bien parler. De plus, à la suite de l’incendie qui ravagea les bâtiments du séminaire en 1912, il réussit avec détermination à mettre au point sa reconstruction et son amélioration à l’aide de collectes de fonds. Cette réalisation et son implication dans les diverses tâches du Séminaire l’amenèrent à être considéré auprès du peuple, comme le second fondateur du Séminaire de Chicoutimi.

#### Au Diocèse de Chicoutimi
Eugène Lapointe a aussi occupé divers postes importants au sein du¸diocèse de Chicoutimi. Il a été vicaire général pendant 20 ans (1908-1928) auprès de l'évêque Michel-Thomas Labrecque. Sa principale fonction était de seconder l’évêque dans ses diverses responsabilités. Le 19 mars 1912, il a été nommé par Labrecque comme directeur général des Œuvres sociales diocésaines en raison de son implication sociale dans divers mouvements et de la création de la Fédération ouvrière mutuelle du Nord (F.O.M.N.). En 1914 il est nommé protonotaire apostolique, ce qui lui donne droit au titre de Monseigneur. En 1926, il a été nommé Doyen du Chapitre de la Cathédrale de Chicoutimi à l’âge de 66 ans où il faisait figure d’aîné et d’autorité comme conseillers de l’évêque dans la hiérarchie religieuse catholique de l’époque. Lors du décès de Michel-Thomas Labrecque, Eugène Lapointe a été nommé vicaire capitulaire de décembre 1927 à octobre 1928, le temps qu’un nouvel évêque prenne place. En septembre 1931, il fut désigné par Charles Lamarche, directeur diocésain de l’Action catholique. Il occupa ce poste jusqu’en 1935. Pendant cette affectation, Eugène Lapointe y mit en place le Comité diocésain et les Comités paroissiaux. À l’aide d’une équipe, il publiait des circulaires adressées à tous les curés pour expliquer l’importance de l’action catholique à travers les différentes paroisses pour y faire réfléchir les jeunes chrétiens et pour y recruter de futurs prêtres. 

### Retraites
Il a aussi été prédicateur de nombreuses Retraites de vocation adressées aux prêtres des différentes paroisses et aux personnels du Séminaire. Il devenait nécessaire d’avoir une maison de campagne accessible à moindres coûts, aux prêtres et aux enseignants pour relaxer au grand air. En 1907, sous une idée déjà présentée quelques années auparavant par l'évêque Dominique Racine, Eugène Lapointe et l’abbé Victor-Alphonse Huard mettent en place à la Pointe aux Alouettes à Baie-Sainte-Catherine une maison de retraite pour les vacances des prêtres. À l’aide de nombreuses souscriptions et des dons amassés, ils parviennent à faire des améliorations au fur et à mesure. De plus, Lapointe louait au gouvernement les lacs à proximité de la maison pour s’adonner lui et les vacanciers au loisir de la pêche, activité très prisée à l’époque. À la suite de cette réalisation, Eugène Lapointe a été à la tête de nombreuses directions de vocations : directeur spirituel (1924-1926) et directeur de la Congrégation de la Sainte-Vierge (1887-1891, 1894-1900, 1909-1910, 1925-1926). Il a aussi prêché de nombreux discours dans cet ordre d’idées. 

### Intérêts sociaux et réalisations
Sa vocation sociale se développa très vite. Les mauvaises conditions des ouvriers dans les nombreuses usines québécoises émergentes le touchèrent de près. Mais c’est principalement au cours de ses études à Rome qu’il a puisé ses premières connaissances du mouvement syndicaliste. À la suite de l’arrivée et du développement de l’industrialisation en Europe, le 15 mai 1891, le pape Léon XIII, grand défenseur de la doctrine sociale de l’Église, publie l’encyclique Rerum novarum. Ce texte condamne les mauvaises conditions de travail et la pauvreté de la classe ouvrière ainsi que le socialisme athée. Il dénonce également les excès du capitalisme et encourage le syndicalisme chrétien et le catholicisme social. Sous la direction du Père Di Maria, philosophe et sociologue, Eugène Lapointe s’imprègne de cette doctrine sociale. Dès son retour de son voyage d’études et d’observation en Europe, il décide de mettre en pratique ses enseignements au Québec particulièrement au Saguenay où l’industrie devenait de plus en plus sujette à la convoitise de grandes entreprises internationales. 

### Journalisme
En plus d’instaurer un texte sur les conditions des ouvriers, le pape Léon XIII soutenait moralement et financièrement plusieurs journaux catholiques de Rome et d’Italie. Eugène Lapointe apprit qu’une grande partie de la presse européenne était alimentée et rédigée par des prêtres catholiques. Donc, le journal populaire devient à ses yeux un outil important pour prêcher les Évangiles, la vérité et la morale de l’Église. C’est pour cette raison qu’il a écrit de nombreux articles dans différents médiums de presse pour exprimer ses idéologies sur des sujets qui le tiennent à cœur. Son but était de passer des messages dans la population pour faire bouger les choses autant au niveau politique, social et économique. Il a commencé à publier dans la revue L’Oiseau-mouche sous le pseudonyme de Jacques Cœur ou d’Y.  Par la suite, en janvier 1898, avec le soutien de l'évêque Michel-Thomas Labrecque, il s’associe avec Uldéric Tremblay, Philippe Masson, Simon Lapointe et Paul Tardiviel, pour fonder le journal La Défense. Ce journal hebdomadaire était adressé aux Canadiens-français et il avait comme devise Vitam impendere vero qui signifie Consacrer sa vie à la vérité. C’était un journal dévoué aux intérêts catholiques, nationaux, politiques et économiques et devait être accessible à toutes les différentes classes sociales. Ce journal indépendant a vécu pendant environ huit ans. Toutefois, les difficultés financières rencontrées au cours des années amenèrent la fermeture du journal La Défense en février 1905. Eugène Lapointe participa également au journal hebdomadaire le Progrès du Saguenay. Il a écrit plusieurs articles en utilisant parfois les pseudonymes de Latour et de John Black. Il a aussi fortement exercé son influence pour modifier les propos antisyndicaux qui y étaient véhiculés depuis quelques années. À partir de ce moment, il s’allie avec Julien-Édouard-Alfred Dubuc pour en faire un organe de presse défenseur du syndicalisme catholique canadien. Il publia aussi des articles dans le journal Alma Mater, Le Devoir, l’Action catholique, La Nouvelle Abeille, etc. Il a écrit quelques notices biographiques dont une sur l’abbé Elzéar Delamarre, l’abbé Victor-Alphonse Huard et Laure Conan. De plus, il a publié un livre intitulé Le Travail du Dimanche dans notre industrie. Il fut très prolifique tout au long de sa vie. 

### Syndicalisme
Après une période de préparation et d’essais, il sensibilise la population à la cause ouvrière au cours des années 1903 à 1907. Il fait prévaloir l’importance de former un syndicat sur une base catholique canadienne-française. En effet, en plus des nombreux problèmes que les ouvriers rencontraient dans les nouvelles usines, différentes unions internationales américaines voulaient recruter les Canadiens-français comme la Fédération américaine du travail (FAT) ou les Chevaliers du travail. C’est dans le souci de préserver les intérêts religieux, sociaux et économiques que l’idée de développer un syndicat catholique devenait nécessaire pour contrer les associations américaines qui prônaient une idéologie athéisme et capitalisme. Eugène Lapointe s’est associé avec Julien-Édouard-Alfred Dubuc, ardent défenseur des droits des Canadiens-français, pour fonder une caisse d’économie et qui est devenue le 22 décembre 1907, la première association ouvrière, la Fédération ouvrière de Chicoutimi (F.O.C.). Malgré les nombreuses difficultés rencontrées, le 18 mai 1922, Eugène Lapointe réforme la structure de cette association pour devenir la Fédération ouvrière mutuelle du Nord (F.O.M.N.), un syndicat d’inspiration catholique. La F.O.M.N. intégrera les rangs de la Confédération des travailleurs catholiques du Canada (C.T.C.C.), qui voit le jour en 1921 et qui deviendra, en 1960, la Confédération des syndicats nationaux (CSN) qui perdure encore aujourd’hui à travers les différentes entreprises. 

### Travail du dimanche
Eugène Lapointe fut un ardent défenseur pour le respect du dimanche. En 1913, il forme la Ligue du Dimanche en collaboration avec le père Joseph-Papin Archambault. À l’aide de nombreux articles de journaux, de brochures et des démarches auprès du gouvernement, il réussit à sensibiliser la population et à y faire instaurer une loi sur le travail du Dimanche. Le but était que les ouvriers puissent jouir d’une journée de congé pour aller à la messe et se reposer en famille. 

### Semaines sociales
En raison de toutes ses diverses implications dans la société, lors de la fondation des Semaines sociales en 1920 par le père Joseph-Papin Archambault, Eugène Lapointe a été demandé en compagnie de Julien-Édouard-Alfred Dubuc, de collaborer à la Commission centrale des Semaines sociales. Ces colloques culturels étaient organisés dans le but de transmettre à travers la société les doctrines de l’Église catholique et de traiter des enjeux sociaux comme le syndicalisme, la famille, l’éducation et l’agriculture en s’inspirant des encycliques magistérielles, dont le Rerum Novarum. De plus, cette association a inspiré les divers travaux de l’Action catholique. Eugène Lapointe y participa jusqu’en 1947. Il y prononça trois conférences importantes : en 1920, sur la crise sociale, en 1921, sur l’organisation syndicale catholique et en 1922, sur le travail du dimanche dans les industries.

### Fin de sa vie
Eugène Lapointe a eu une forte influence dans le développement de la région du Saguenay-Lac-Saint-Jean au cours du XXe siècle. À la fin de sa vie, il avait entrepris de rédiger ses mémoires qu’il n’a pu finir en raison de son état de santé. Depuis 1945, il était devenu partiellement sourd et aveugle. Il est décédé le 27 mars 1947 à l’Hôtel-Dieu Saint-Vallier de Chicoutimi à l’âge de 86 ans et 11 mois. Les funérailles ont eu lieu le 31 mars 1947 à la Cathédrale de Chicoutimi. Son corps fut d’abord déposé dans la chapelle funéraire de la famille de feu l’abbé Thomas Roberge, au cimetière Saint-François-Xavier de Chicoutimi le 31 mars 1947. À partir du 10 juin 1947, son corps a reposé au cimetière du Séminaire de Chicoutimi. Vers les années 1970, son corps a été déplacé au cimetière du Clergé diocésain de Chicoutimi où il a demeuré jusqu’au 25 octobre 2010. À la suite de la fermeture de ce cimetière, son corps a été transféré au cimetière Saint-François-Xavier à Chicoutimi.

## Sources archivistiques
- Archives du Séminaire de Chicoutimi, P01-Fonds d'archives Mgr Eugène Lapointe, entreposé à l'Évêché de Chicoutimi
- P2-S2 Collection Société historique du Saguenay, entreposé à Bibliothèque et archives nationales du Québec à Saguenay
- Fonds d'archives Sœurs Antoniennes de Marie de Chicoutimi
- Fonds d'archives Sœurs Augustines de Chicoutimi
- Collection Pulperie de Chicoutimi
- Archives de l'Évêché de Chicoutimi, série Prêtres décédés, dossier Mgr Eugène Lapointe (1860-1947)
- Fonds Mgr Eugène Lapointe à la Société d'histoire de Charlevoix